# 私教育
私教育（しきょういく、英語: private education）とは、スポーツ・音楽などの習い事を含む塾、学習塾や受験・資格取得のための予備校、カルチャーセンターや文化スクール、ビジネスセミナーや社会人向け講座など、当該教育施設が民間か公的なものであるかに関係なく、家庭における教育活動と・教育機会を総称したものである。対義語は公教育。

## 概要
資格取得のための教育施設が民間のものであっても、自動車教習所のように私教育とは言えないものがある一方で、公的な生涯学習センターなどで行われるヨガ教室を初めとした各種講座は、典型的な私教育である。
江戸時代の幕閣・藩士やその子弟向けの伝習所等や藩校はすでに公教育化していたと言えるが、明治政府による義務教育制度が始まる以前の寺子屋教育は未だ私教育であった。